# ジョン・ヒックス
ジョン・リチャード・ヒックス（John Richard Hicks、1904年4月8日 - 1989年5月20日）は、英国の経済学者。
現在のミクロ経済学・マクロ経済学の全域に貢献した。ロビンズサークルおよびケインズサーカスの関係者である。爵位を賜ったことと学問的業績に敬意を表して「ヒックス卿」、ヒックス以降は経済学の中心が英国からアメリカに移ったことから「英国最後の大経済学者」などとも呼ばれる。1972年にケネス・アローとともにノーベル経済学賞を受賞した。

## 経歴
- 1904年　イングランドのウォリックシャー州レミントン・スパに生まれる。
- 1917年 - 1922年　ブリストルのクリフトン・カレッジで学ぶ。
- 1922年 - 1926年　オックスフォード大学のベイリオル・カレッジで学ぶ。
- 1923年 　専攻を主な「数学」から「哲学・政治学および経済学」に変える。
- 1926年 - 1935年　ロンドン・スクール・オブ・エコノミクス (LSE) に在職する。
- 1930年　ロンドン・スクール・オブ・エコノミクス (LSE) の講師に就任。
- 1935年　シドニー・ウェッブの娘、財政学者アーシュラ・K・ウェッブ（Ursula Webb）と結婚。
- 1935年 - 1938年　ケンブリッジ大学ゴンヴィル・アンド・キーズ・カレッジのフェローに移る（その間『価値と資本』を執筆。出版1939年）。
- 1938年 - 1946年　マンチェスター大学の教授として教鞭を揮った。
- 1946年 - 1965年　オックスフォード大学のナフィールド・カレッジに移り、リサーチ・フェローとして研究を行う。
- 1952年 - 1965年　ドルモンド政治経済学教授（Drummond Professor of Political Economy）としても教鞭を揮った。
- 1964年　Sirの称号を受けて、サー・ジョン・ヒックスと呼ばれるようになった。
- 1965年 - 1971年 　オール・ソウルズ・カレッジのリサーチ・フェローとして活動した。また、オックスフォード大学Linacre Collegeの名誉リサーチでもあった。
- 1989年　85歳没。

## 業績
- ヒックスは1939年に福祉比較に関するカルドア・ヒックス基準と呼ばれる「補償」に関する指標を構築した。またヒックスはLSEの教授であったロイ・アレンと共同研究を行ったほか、ミクロ経済学の限界生産力説を定式化し、労働供給曲線をめぐってモーリス・ドッブと論争を繰り広げた。
- ヒックスの最も広く知られた業績に、ジョン・メイナード・ケインズの『雇用・利子および貨幣の一般理論』を体系化したIS-LM理論がある。これは、利子率の関数である投資 I と国民所得の関数である貯蓄 S の均衡によって描かれるIS曲線と、貨幣の需要量 L と貨幣の供給量 M の均衡によって描かれるLM曲線から、その交点として利子率と国民所得の値を導出できることを示した理論である。だが実際にはケインズは、投資は利子率だけの関数ではなく不確実性の中にある予想利潤率の関数であり、貨幣の供給量 M は外生的に与えられるだけはなく人々の債券の価格変動の予想によって変動するものであることから、予想による債券価格から利回りで示される利子率が決定されると考えていた。ヒックスはケインズの考えを軽視していたとしてIS-LM理論と一般理論との乖離を認めている。このため厳密にケインズの理論を解釈しようとするポストケインジアンからは「ヒックスの理論(IS-LM理論)はケインズ経済学ではなくてヒックス経済学である」と揶揄される[1]。1985年頃にケンブリッジ大学でジョーン・ロビンソンがこのことを述べ、広く一般化した。しかしながら、難解な『一般理論』の本質のほとんどを集計量から得られる2つの曲線により表現した彼のIS-LM理論は、現代のマクロ経済学の基礎となった。
- ヒックスは1939年に発表した著書『価値と資本』（"Value and Capital"）の中で、無差別曲線の理論やこれを用いた効用最大化の理論、一般均衡の静学的安定性の条件、予想の弾力性概念による一般均衡理論の現代化と、補償変分、等価変分などの消費者余剰の概念の明確化による新厚生経済学の確立に尽力した。この著書によって、ポール・サミュエルソンの『経済分析の基礎』（"Foundations of Economic Analysis"）(1947年)と並んで、この時代以降の序数的効用に基づくミクロ経済学の基礎と分析方法を確立した。
- また1951年に発表した著書『景気循環論』（"A Contribution to the Theory of the Trade Cycle"）ではロイ・ハロッドの成長率理論の影響を受け、乗数理論と加速度原理を統合した景気循環論を定式化したが、その後ハロッドから批判を受けた。
- ヒックスは50歳半ば頃から新古典派経済学に代表される自分の業績に対して次第に距離を置くようになり、1965年に発表した『資本と成長』（"Capital and Growth"）では新古典派成長理論とは異なるヒックス固有の成長均衡モデルを定式化し、さらに1973年に発表した『資本と時間』（"Capital and Time"）ではオーストリア学派の資本成長をより一般化して賃金率・利潤率・成長率の相互関係を説明する理論を定式化した。

## ノーベル経済学賞受賞ほか
1972年秋、ヒックスは滞在中だった大阪で自身のノーベル経済学賞の受賞の一報を聞き、半信半疑だった彼は「それは本当か」と二度聞き直し、事実と解ると顔を紅潮させたという。ただし、ケネス・アローと同時受賞と知ると一気に落胆したとされている。
ヒックスは、自身のノーベル経済学賞受賞について「すでに脱却した仕事に対する栄誉であり複雑な気持ちである。ノーベル賞がこの仕事（『経済史の理論』）に対して与えられていたほうがうれしかった」と述べている。
ライオネル・ロビンズは、ヒックスは、20世紀の純粋経済学者として間違いなく最高の地位に置かれなければならない人物であると評している

## 著作
- 『価値と資本』（Ⅰ、Ⅱ）、安井琢磨・熊谷尚夫訳、岩波現代叢書、1951年（岩波文庫、1995年）
- 『景気循環論』、古谷弘訳、岩波現代叢書、1951年
- 『経済の社会的構造』経済学入門、酒井正三郎訳、同文館、1951年
- 『賃銀の理論』、内田忠寿訳、東洋経済新報社、1952年（新版『賃金の理論』、1965年）
- 『需要理論』、早坂忠・村上泰亮訳、岩波現代叢書、1958年
- 『世界経済論』、大石泰彦訳、岩波書店、1964年
- （R.フリッシュ、H.v．シュタッケルベルクと共著）『寡占論集』、大和瀬達二・上原一男訳、至誠堂、1970年
- 『経済史の理論』、新保博・渡辺文夫訳、日本経済新聞社、1970年（講談社学術文庫、1995年）
- 『貨幣理論』、江沢太一・鬼木甫訳、東洋経済新報社、1972年
- 『資本と時間――新オーストリア理論』、根岸隆訳、東洋経済新報社、1974年
- （能勢信子と共著）『日本経済の構造』経済学入門、山本有造訳、同文館出版、1976年
- 『ケインズ経済学の危機』、早坂忠訳、ダイヤモンド現代選書、1977年
- 『経済学の思考法――貨幣と成長についての再論』、貝塚啓明訳、岩波書店、1985年
- 『貨幣と市場経済』、花輪俊哉・小川英治訳、東洋経済新報社、1993年